# Taverny Sports nautiques 95
Il Taverny Sports nautiques 95 (TSN 95) è una società francese che si occupa di sport acquatici, con sede a Taverny, nel dipartimento della Val-d'Oise (nord di Parigi). Il club si occupa di nuoto e pallanuoto.
Fondata nel gennaio 1973, l'associazione assume il nome attuale nel 1995. Raggiunge la prima promozione in Élite nel 2010.

## Rosa 2013-2014
| N° |                       | Ruolo | Giocatore                  |
| -- | --------------------- | ----- | -------------------------- |
|    | Francia (bandiera)    | P     | Charles Guyot              |
|    | Francia (bandiera)    |       | Loïc Arne                  |
|    | Francia (bandiera)    |       | Laurent Pouillier Guignard |
|    | Francia (bandiera)    |       | Tom Cathudal               |
|    | Serbia (bandiera)     |       | Milan Samardžić            |
|    | Francia (bandiera)    |       | Vladimir Djukić            |
|    | Francia (bandiera)    |       | Warren Vadurel             |
|    | Francia (bandiera)    |       | Geoffrey Decot             |
|    | Montenegro (bandiera) |       | Dragan Buđen               |
|    | Francia (bandiera)    |       | Arthur Karas               |
|    | Francia (bandiera)    |       | Nessim Charef              |
|    | Francia (bandiera)    |       | Fabien Tagand              |

| N° |                    | Ruolo | Giocatore          |
| -- | ------------------ | ----- | ------------------ |
|    | Francia (bandiera) | P     | Julien Bourges     |
|    | Francia (bandiera) |       | Loic Catrice       |
|    | Francia (bandiera) |       | Baptiste Coroyer   |
|    | Francia (bandiera) |       | Arthur Le Bras     |
|    | Francia (bandiera) |       | Thomas Michaeli    |
|    | Francia (bandiera) |       | Youri Cochain      |
|    | Francia (bandiera) | P     | Jordane Ceriani    |
|    | Francia (bandiera) |       | Yanis Chelghoum    |
|    | Francia (bandiera) |       | Mathieu Genin      |
|    | Francia (bandiera) |       | Leonard Sarrouille |
|    | Francia (bandiera) |       | Youri Cochain      |